# Fogyasztáselmélet (makroökonómia)
A fogyasztáselmélet a makroökonómia fontos részterülete. Mivel a fogyasztás az aggregált kereslet egyik fontos összetevője, alakulása igen nagymértékben hat a gazdaság ingadozásaira. Nem véletlen tehát, hogy a makroökonómia sokat vizsgálódik a témával kapcsolatosan.
Számos makroökonómus próbálta már leírni, hogy az összgazdasági fogyasztásra milyen tényezők hatnak és milyen mértékben. Az általuk készített modellek célja az volt, hogy ezeket a tényezőket legalább olyan jó közelítéssel meghatározzák, amely már lehetőséget ad a jövőbeli fogyasztás előrejelzésére.

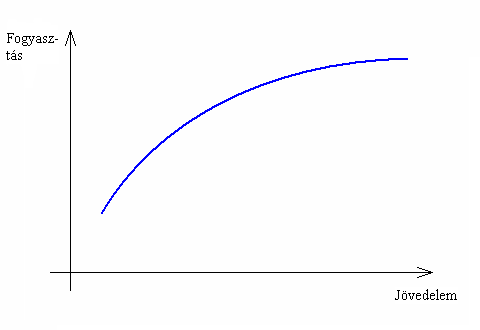
A keynesi fogyasztási függvény

John Maynard Keynes modelljében egyedül a jövedelemnek van számottevő hatása a fogyasztásra, vagyis létezik egy fogyasztási függvény, amelynek egyetlen változója a jövedelem. Keynes úgy vélte, hogy a fogyasztási függvény növekvő, de meredeksége – az úgynevezett fogyasztási határhajlandóság – a jövedelem emelkedésével fokozatosan csökken.
A keynesi elmélet hosszú távon közelítőleg "jól működik", de rövid távú előrejelzésre alkalmatlan. A második világháború alatt például az emberek jövedelmük kisebb részét költötték fogyasztásra, mint korábban, a háborút követően viszont éppen ellenkezőleg, jövedelemnövekedésüknél jóval nagyobb mértékben emelték a fogyasztásukat. Nem véletlen, hogy éppen a háború utáni közgazdasági munkákban jelennek meg olyan új, feltételezett fogyasztásbefolyásoló tényezők, mint a meglévő vagyon (Franco Modigliani modelljében), vagy a jövőbeli várható jövedelmek (Milton Friedman úgynevezett permanens jövedelemelméletében).
Az újklasszikus makroökonómia képviselői szerint az egyének annyira racionálisak és előretekintőek, hogy valamennyi jelen- és várható jövőbeli jövedelmük, továbbá vagyonuk figyelembevételével egész életükre szóló fogyasztási tervet készítenek, amelyet aztán követnek fogyasztási döntéseik meghozatalakor. Az irányzat hívei azt is állítják, hogy az emberek többsége számára a kisimított fogyasztási pálya a leghasznosabb, vagyis igyekeznek a fogyasztási tervüket úgy kialakítani, hogy minden időszakra (mondjuk minden évre) nagyjából azonos mennyiségű fogyasztás jusson.
A legújabb vizsgálatok alapvetően alátámasztják az újklasszikus elmélet állításait. Fura ez abból a szempontból, hogy tudjuk: az emberek legnagyobb része nem ül le megtervezni a fogyasztását az egész fennmaradó életére. De azt nyugodtan feltételezhetjük, hogy az egyének úgy viselkednek, mintha ezt tennék.